# Pancake Bay Provincial Park
Pancake Bay Provincial Park är en park i Kanada.   Den ligger i provinsen Ontario, i den sydöstra delen av landet, 700 km väster om huvudstaden Ottawa. Pancake Bay Provincial Park ligger 179 meter över havet.
Terrängen runt Pancake Bay Provincial Park är platt åt sydväst, men åt nordost är den kuperad. Trakten runt Pancake Bay Provincial Park är nära nog obefolkad, med mindre än två invånare per kvadratkilometer.. Det finns inga samhällen i närheten. 
I omgivningarna runt Pancake Bay Provincial Park växer i huvudsak blandskog.